# Loxosceles baja
Loxosceles baja es una araña violinista de la familia Sicariidae. Es endémica del estado de Baja California Sur, en México. Es una especie relativamente común en la zona austral de esa península, y se le puede encontrar desde en zonas pobladas hasta en los matorrales típicos de la región, en donde se ha encontrado de abril a diciembre. Ha sido recolectada en los alrededores de las ciudades de La Paz y Cabo San Lucas. No se conocen reportes de mordeduras por esta araña.

## Descripción
Esta especie se distingue de otras especies de Loxosceles de la zona por ser una especie pequeña (con unos 7 mm de longitud corporal), con patas de tamaño medio (las patas entre 4.1 y 5.6 veces el ancho del caparazón) y con los receptáculos del epiginio ampliamente separados; los machos presentan palpos con émbolos cortos. 